# 奥尻島分屯基地
座標: 北緯42度09分36秒 東経139度26分44秒 / 北緯42.16000度 東経139.44556度
奥尻島分屯基地（おくしりとうぶんとんきち、JASDF Okushiritou Sub Base）とは、北海道奥尻郡奥尻町字湯浜無番地に所在し、奥尻島に第29警戒隊等が配置されている航空自衛隊三沢基地の分屯基地である。
分屯基地司令（基地業務担当部隊の長）は、第29警戒隊長が兼務。

## 配置部隊
北部航空方面隊隷下
- （北部航空警戒管制団）
  - 第29警戒隊 - レーダーサイト（J/FPS-4（地上電波測定装置併設））を運用。

作戦情報隊隷下
- （電波情報収集群）
  - 第3収集隊

情報本部隷下
- （東千歳通信所）
  - 奥尻係

## 沿革
1993年（平成5年）7月12日、北海道南西沖地震が発生した。奥尻島分屯基地では、地震発生直後ただちに近傍災害派遣を発令し、北海道本土からの救援部隊が到着する前に、崩壊したホテルでの救出活動や、青苗地区での消火・救助活動に従事すると共に、負傷者に対しての医療支援・食料提供等を実施した。この地震でレーダーサイトが損傷したため、復旧するまでの間E-2C早期警戒機による防空支援が実施された。